# Alex Oxlade-Chamberlain
Alexander Mark David "Alex" Oxlade-Chamberlain (* 15. srpna 1993 Portsmouth) je anglický profesionální fotbalista, který hraje na pozici středního záložníka za turecký klub Beşiktaş JK. Mezi lety 2012 a 2019 odehrál také 35 utkání v dresu anglické reprezentace, v nichž vstřelil 7 branek.

## Klubová kariéra

### Arsenal FC
Do Arsenalu přestoupil ze Southamptonu, tedy stejně jako jeho spoluhráč Theo Walcott v roce 2006. Alexův přestup byl oficiálně oznámen 8. srpna 2011 a stal se zřejmě nejdražším hráčem, kterého Arsène Wenger v létě 2011 přivedl. Cena, kterou Arsenal Southamptonu zaplatil se odhaduje na 15 miliónů eur.
Svůj debut si Alex odbyl v zápase na Old Trafford 28. srpna 2011, kdy nakonec Arsenal prohrál s United 8:2. Alex nastoupil v 62. minutě, kdy nahradil Francise Coquelina. Svůj první gól v dresu Arsenalu vstřelil v utkání Ligového poháru proti Shrewsbury Town, 20. září 2011. O osm dní později otevřel svůj gólový účet i v Lize Mistrů, když vstřelil gól do sítě Olympiakosu. Tímto se stal nejmladším anglickým hráčem, který dal gól v této soutěži a přebral toto prvenství svému spoluhráči, Theo Walcottovi. 4. února 2012 vstřelil svůj první a hned i druhý gól v Premier League, v zápase proti Blackburnu Rovers, který Arsenal vyhrál 7:1.

S Arsenalem vyhrál během svého angažmá v letech 2011–2017 třikrát FA Cup (2013/14, 2014/15, 2016/17) a třikrát Community Shield (2014, 2015, 2017).

### Liverpool FC
31. srpna 2017 před uzávěrkou letního přestupového období přestoupil za cca 35 milionů britských liber z Arsenalu do týmu ligového konkurenta – Liverpool FC.

## Reprezentační kariéra
V A-týmu Anglie debutoval 26. 5. 2012 v přátelském utkání v Oslu proti týmu Norska (výhra 1:0), což byla příprava před evropským šampionátem 2012 v Polsku a na Ukrajině, kterého se také zúčastnil.
22. března 2013 nastoupil v kvalifikačním zápase proti domácímu San Marinu, který skončil drtivým vítězstvím Anglie 8:0. Oxlade-Chamberlain vstřelil jeden gól.
Trenér Roy Hodgson jej vzal na Mistrovství světa 2014 v Brazílii, kde Angličané vypadli již v základní skupině D, obsadili s jedním bodem poslední čtvrtou příčku.

## Úspěchy

### Individuální
- člen PFA All-Stars týmu sezóny 2010-11 v League One

### Klubové
Arsenal FC
- FA Cup: 2013/14, 2014/15, 2016/17
- Community Shield 2014, 2015, 2017

## Statistiky

### Klubové
Aktualizováno k 12. 12. 2014
| Klub             | Sezóna           | Liga             | Liga   | Liga | FA Cup | FA Cup | League Cup | League Cup | Evropa | Evropa | Ostatní | Ostatní | Celkem | Celkem |
| Klub             | Sezóna           | Divize           | Starty | Góly | Starty | Góly   | Starty     | Góly       | Starty | Góly   | Starty  | Góly    | Starty | Góly   |
| ---------------- | ---------------- | ---------------- | ------ | ---- | ------ | ------ | ---------- | ---------- | ------ | ------ | ------- | ------- | ------ | ------ |
| Southampton FC   | 2009–10          | League One       | 2      | 0    | 0      | 0      | 0          | 0          | —      | —      | 0       | 0       | 2      | 0      |
| Southampton FC   | 2010–11          | League One       | 34     | 9    | 4      | 0      | 2          | 1          | —      | —      | 1       | 0       | 41     | 10     |
| Southampton FC   | Celkem           | Celkem           | 36     | 9    | 4      | 0      | 2          | 1          | —      | —      | 1       | 0       | 43     | 10     |
| Arsenal FC       | 2011–12          | Premier League   | 16     | 2    | 3      | 0      | 3          | 1          | 4      | 1      | —       | —       | 26     | 4      |
| Arsenal FC       | 2012–13          | Premier League   | 25     | 1    | 2      | 0      | 2          | 1          | 4      | 0      | —       | —       | 33     | 2      |
| Arsenal FC       | 2013–14          | Premier League   | 14     | 2    | 4      | 1      | 0          | 0          | 2      | 0      | —       | —       | 20     | 3      |
| Arsenal FC       | 2014–15          | Premier League   | 15     | 1    | 0      | 0      | 1          | 0          | 7      | 1      | 1       | 0       | 24     | 2      |
| Arsenal FC       | Celkem           | Celkem           | 70     | 6    | 9      | 1      | 6          | 2          | 17     | 2      | 1       | 0       | 103    | 11     |
| Celkem v kariéře | Celkem v kariéře | Celkem v kariéře | 106    | 15   | 13     | 1      | 8          | 3          | 17     | 2      | 2       | 0       | 146    | 21     |